# Dynamisch reizigersinformatiesysteem

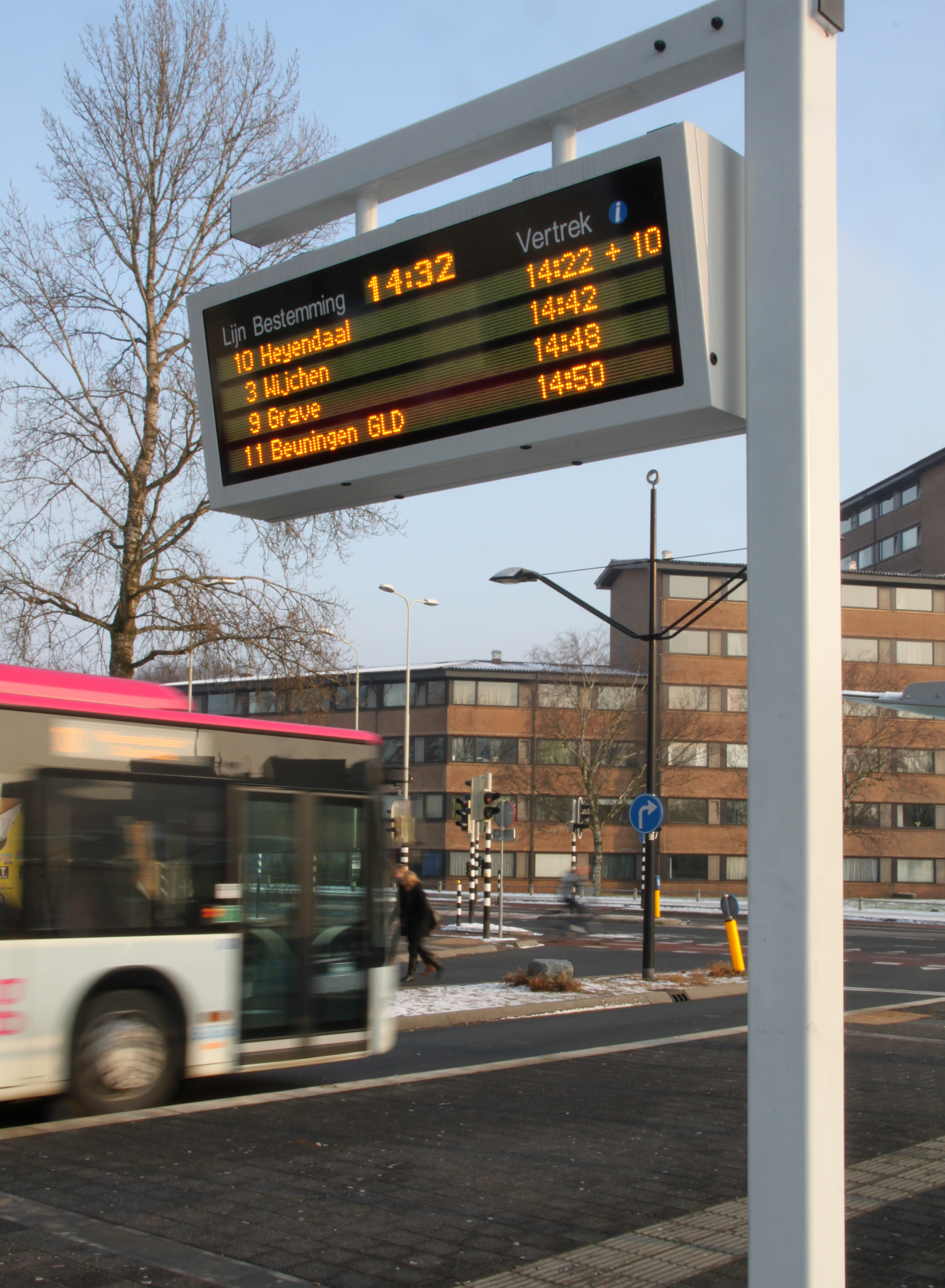
Een dynamisch reizigersinformatiesysteem in Nijmegen.

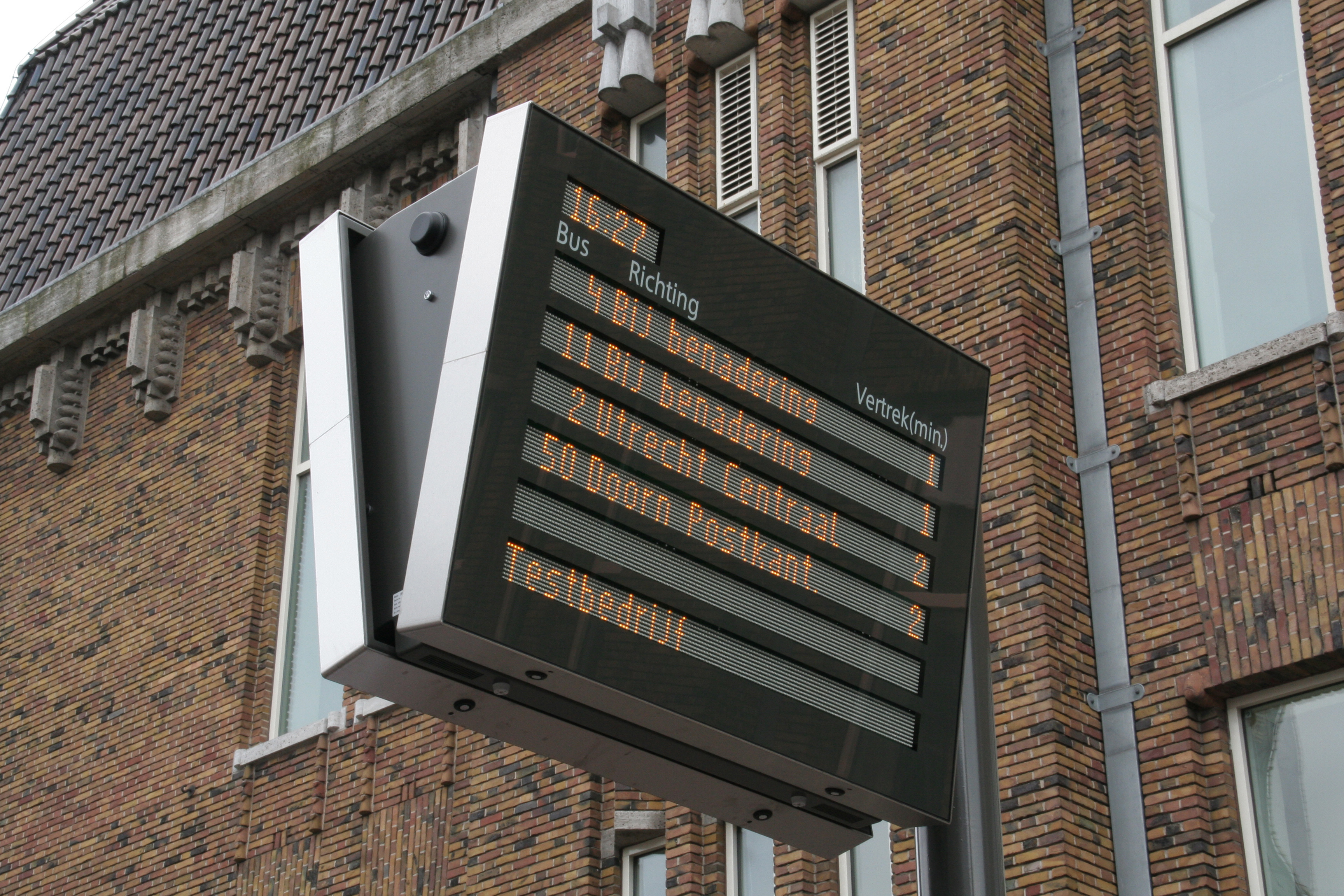
Een dynamisch reizigersinformatiesysteem in Utrecht.

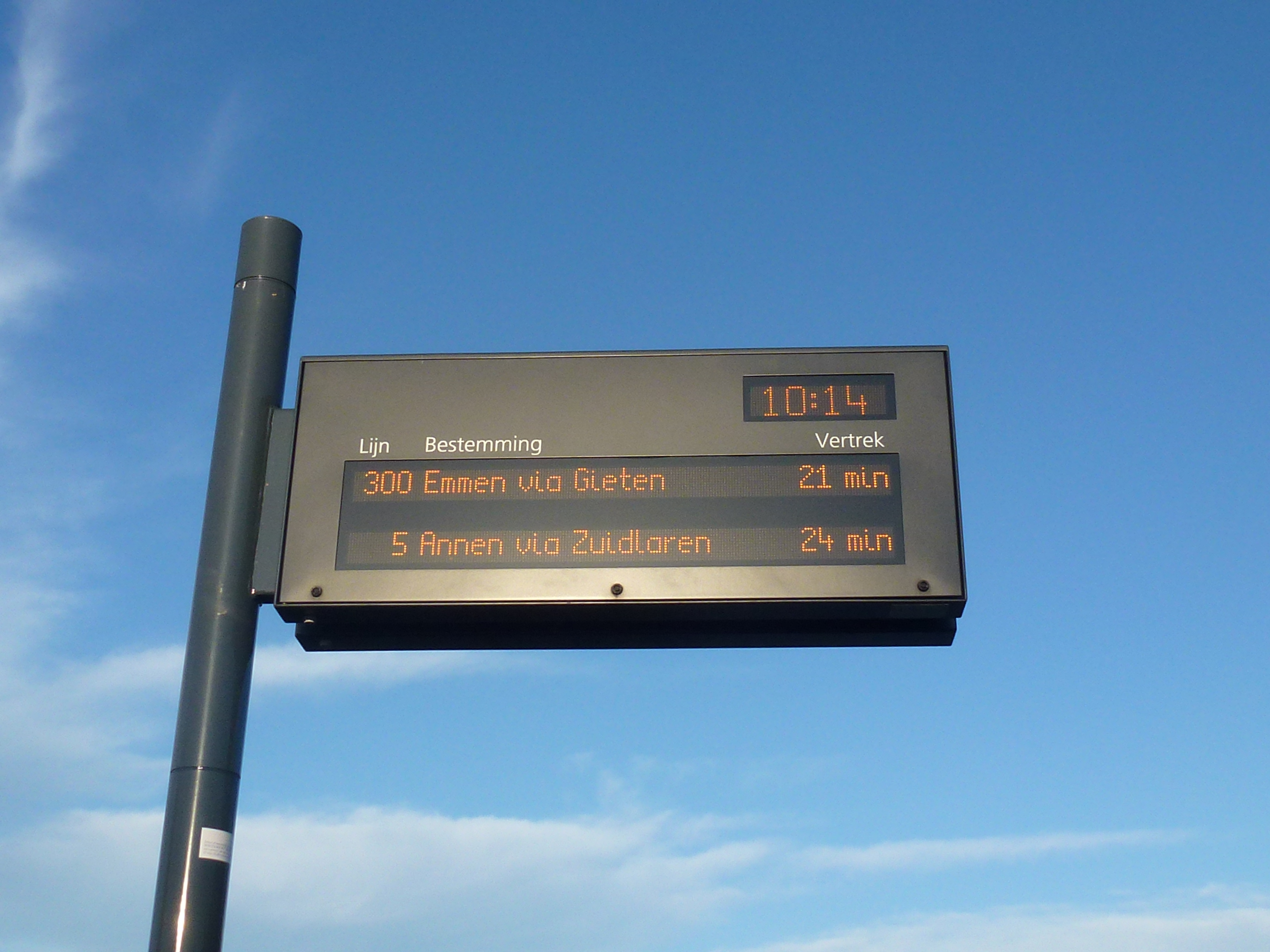
Een dynamisch reizigersinformatiesysteem van Qbuzz

Een dynamisch reizigersinformatiesysteem (DRIS) is een reizigersinformatiesysteem voor het openbaar vervoer in Nederland. Door het weergeven van de werkelijke vertrektijden van de bus, tram of metro en het op afstand kunnen tonen van actuele onregelmatigheden, moet de reiziger beter geïnformeerd worden over de huidige situatie. Een vervoerder levert conform Besluit Personenvervoer 2000 een statische dienstregeling en de afwijking op deze dienstregeling aan diegene die een reisinformatiesysteem bijhoudt, een integrator voegt deze reisinformatie samen tot actuele reisinformatie welke een afnemer kan presenteren op een paneel op straat, sms-dienst, website of applicatie op bijvoorbeeld een smartphone.

## Nederlandse situatie
Na de oprichting van de projectgroep Grenzeloze Openbaar Vervoer Informatie (GOVI) en het faciliteren van actuele reisinformatie in de provincie Noord-Holland, heeft de projectorganisatie erop aangestuurd reisinformatie te standaardiseren. Hiermee is de interoperabiliteit tussen vervoerder, integrator en afnemer gegarandeerd. Om de belangen op gelijke manier tussen de verschillende partijen te behartigen is de projectorganisatie BISON opgericht als onderdeel van de neutrale Stichting Connekt. Dit heeft geleid tot kostenbesparingen bij het onderhoud en de aanschaf van DRIS-panelen door overheden, die in eerste instantie vervoerderafhankelijk waren. DRIS-panelen kunnen op deze manier onafhankelijk worden aangestuurd en aanbesteed, zolang ze voldoen aan de Nederlandse OV-standaarden. Deze standaarden worden ook wel koppelvlakken genoemd.

## Integratoren
Dynamische reisinformatie wordt gemaakt uit de door de vervoerder gehanteerde dienstregeling en de actuele informatie met betrekking tot de dienstuitvoering ten opzichte van de door de vervoerder gehanteerde dienstregeling. Minimaal eens per minuut dient de vervoerder de locatie en de afwijking op de dienstregeling door te sturen aan een integrator. Deze afwijking, in seconden, wordt actuele punctualiteit genoemd en is gestandaardiseerd in Koppelvlak 6. Op basis van de vervoerdercode, lijnnummer en het ritnummer kan een integrator deze informatie koppelen aan de dienstregeling, gestandaardiseerd in Koppelvlak 1. Hiermee is voor de eerst volgende halte duidelijk wat de mogelijke aankomsttijd zal zijn.
Het is de taak van de integrator om aankomst- en vertrektijden verder te prognosticeren dan een enkele halte en door te sturen in Koppelvlak 7/8. De gekozen predictiemethode beïnvloedt de kwaliteit van het reisadvies dat wordt getoond aan de reiziger. Binnen dit algoritme moet rekening worden gehouden met het weer inlopen van een voertuig op de dienstregeling bij vertraging, maar ook met tijdhaltes waar een voertuig verplicht moet wachten wanneer deze te vroeg aan is gekomen.

### GOVI
| Werkgebied                           | Aantal DRIS's |
| ------------------------------------ | ------------- |
| OV-bureau Groningen Drenthe          | 500           |
| Provincie Flevoland                  | 200           |
| Provincie Noord-Brabant              | 130           |
| Provincie Noord-Holland              | 330           |
| Provincie Overijssel                 | 470           |
| Provincie Utrecht                    | 600           |
| Provincie Zeeland                    | 40            |
| Samenwerkingsverband Regio Eindhoven | 50            |
| Stadsgewest Haaglanden               | 1400          |
| Stadsregio Amsterdam                 | 220           |

### 9292
| Werkgebied                 | Aantal DRIS's |
| -------------------------- | ------------- |
| Provincie Gelderland       | 150+          |
| Stadsregio Arnhem Nijmegen | 150+          |
| HTM                        | 35            |
| Provincie Zuid-Holland     | 1500          |

### SABIMOS
| Werkgebied   | Aantal DRIS's |
| ------------ | ------------- |
| Regio Twente | onbekend      |

### Drechtsteden
| Werkgebied   | Aantal DRIS's |
| ------------ | ------------- |
| Drechtsteden | 24            |

### DRI-StaRR
| Werkgebied           | Aantal DRIS's |
| -------------------- | ------------- |
| Stadsregio Rotterdam | 850           |

## Ontwerp
Het adviesbureau Mijksenaar heeft in opdracht van GOVI een ontwerp gemaakt voor het ideale DRIS-paneel. Hierbij is gekeken naar bestaande ontwerpen zoals al gevonden konden worden bij onder andere Connexxion. Het ontwerp van DRIS-systemen vastgelegd in dit rapport worden door de keten hergebruikt. Hiermee is naast de informatiestroom naar het paneel, ook de vormgeving gestandaardiseerd. De reiziger is op deze manier beter in staat de informatie op een uniforme manier tot zich te nemen.